# Denice K.
Denice K. (Dinamarca; 18 de abril de 1986) es el nombre de una actriz pornográfica y productora danesa. Es la fundadora y dueña de "DK Production", una compañía producción pornográfica danesa. Ella también trabaja como locutora de radio para el programa de radio Anne og de herreløse hunde - nu uden Anne en ANR (Aalborg Nærradio).

## Premios
- 2008: Premio XRCO nominee — Unsung Siren[8]
- 2010: Premio AVN nominee — Best Group Sex Scene - Ben Dover's Busty Babes[9]